# Kwakéa
Kwakéa, auch Kwakea oder Qakea genannt, ist eine kleine pazifische Insel in der Gruppe der Banks-Inseln von Vanuatu, gelegen unmittelbar vor der Ostküste von Vanua Lava.

## Geographie
Die etwa 2 km lange und bis zu 750 m breite Insel wird zusammen mit dem rund 900 m östlich gelegenen Eiland Niwula sowie einer dritten, weit kleineren (unbenannten) Insel von einem nahezu geschlossenen Riff umfasst.
Nach der Volkszählung von 2009 hat Kwakéa 29 Einwohner.